# Paruromys dominator
Paruromys dominator é uma espécie de roedor da família Muridae. É a única espécie do género Paruromys.
Apenas pode ser encontrada na Indonésia.